# Almira Hart Lincoln Phelps
Almira Lincoln Phelps, née Hart le 15 juillet 1793à Berlin (Connecticut) et décédée le 15 juillet 1884 à Baltimore, était une botaniste, éducatrice et autrice de livres scolaires américaine. Ses livres sur la botanique ont incité d'autres Américaines à devenir botanistes, notamment Eunice Newton Foote et sa fille, Augusta Newton Foote Arnold (en). Elle a également publié des romans, des essais et des mémoires.

## Jeunesse et éducation
Almira Hart était la plus jeune de 17 enfants et a grandi dans un environnement intellectuel, indépendant et religieux. Elle et sa famille vivaient dans une ferme. Sa mère, Lydia, s'intéressait à l'anatomie, examinait les animaux qu'elle cuisinait, développant ainsi une connaissance rudimentaire de l'anatomie humaine lui permettant de remettre en place des articulations disloquées et d'effectuer d'autres premiers soins de base pour sa famille et sa communauté, quand un médecin n'était pas immédiatement disponible. Lydia étudiait aussi les propriétés des plantes et communiquait ces observations à sa fille Almira. 
La maison Hart était un lieu ouvert où les membres de la communauté se réunissaient souvent pour débattre d'un large éventail de sujets. Le père d'Almira, Samuel Hart, aimait lui-même discuter et débattre, et il y avait souvent chez eux un dissident ou un prédicateur qui s'arrêtait pour discuter avec lui. Les enfants Hart étaient encouragés à remettre les choses en question et à se forger leur propre opinion sur divers sujets. Almira et sa famille se réunissaient souvent autour de la cheminée, où les parents racontaient des histoires sur leurs ancêtres et des anecdotes familiales. Les histoires préférées d'Almira concernaient la guerre d'indépendance.
Grâce à son amitié avec la mère d'un libraire, Almira avait accès à une vaste gamme de livres dès son plus jeune âge et adorait lire tout ce qui lui tombait sous la main. L'un des mentors d'Almira était sa sœur aînée, Emma, qui deviendra une réformatrice influente de l'éducation des femmes. Elle conseilla très tôt à sa sœur de choisir de bons livres avec lesquels s'instruire, au lieu de simplement lire pour passer le temps. À l'âge de 17 ans, Almira partit vivre avec Emma et son mari, sa sœur étant responsable de l'académie féminine de Middlebury.
Grâce à John Willard et trois de ses camarades étudiants qui logeaient également chez les Willard, elle étudia les mathématiques et la philosophie.  Cela permit à Almira d'acquérir une éducation universitaire de seconde main, en discutant avec les pensionnaires et en apprenant ainsi des sujets qui n'étaient pas enseignés à l'époque, ou enseignés seulement de manière rudimentaire, dans les académies féminines. C'est de cette manière de seconde main qu'Almira apprit les mathématiques de niveau supérieur.

## Carrière

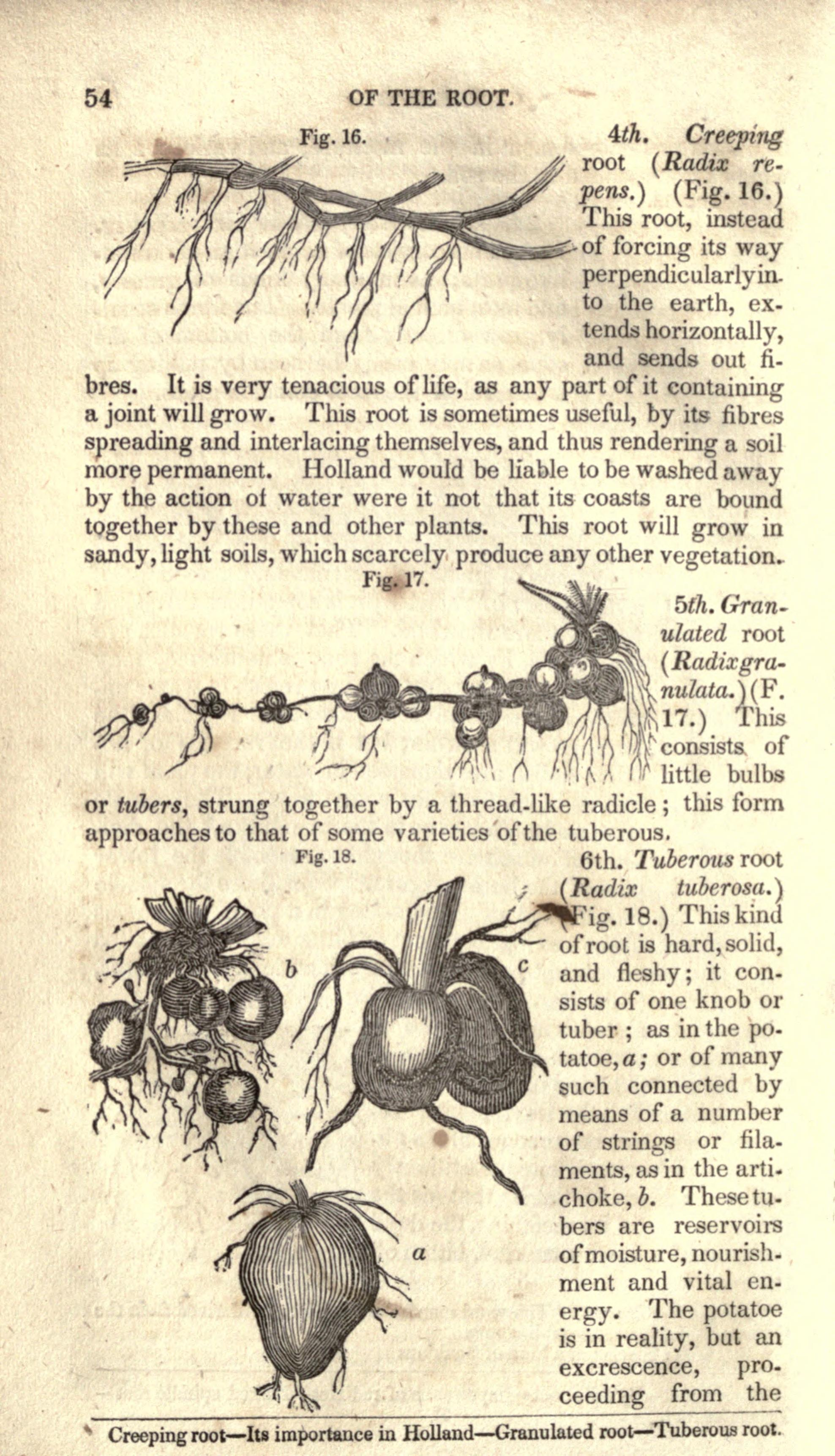
Exemple de page du premier livre d'Almira Hart Lincoln Phelps : Familiar Lectures on Botany.

À l'âge de 16 ans, Almira commença à enseigner dans les écoles de district. En 1814, elle créa un premier pensionnat pour jeunes femmes chez elle à Berlin et deux ans plus tard elle prit la direction d'une école à Sandy Hill, dans l'État de New York.

### Séminaire féminin de Troy
En 1817, Almira épousa Simeon Lincoln et abandonna sa carrière pendant six ans pour devenir femme au foyer et mère de ses trois enfants. Après la mort de son mari en 1823, elle reprit sa carrière dans l'éducation. En 1829, elle fut nommée directrice adjointe du Troy Female Seminary à Troy, dans l'État de New York, dirigé par sa sœur Emma.
Alors qu'elle enseignait à Troy, son intérêt pour les sciences s'accrut, notamment pour la botanique sous l'influence d'Amos Eaton. Ayant remarqué le manque de livres scientifiques destinés aux étudiants débutants, elle entreprit d'écrire un manuel facile à comprendre et qui permettrait ainsi aux jeunes étudiants, en particulier aux femmes, d'étudier les sciences plus facilement. Elle a dirigea ses étudiantes dans des recherches botaniques sur le terrain dans les environs du séminaire.
Sous l'influence d'Eaton, elle s'intéressa également à la chimie. Lorsque le séminaire de Troy ajouta un laboratoire pour l'étude de la chimie, Almira fit en sorte qu'il fût approvisionné en produits chimiques, afin qu'elle et ses étudiants pussent participer à des expériences scientifiques. Elle put ainsi donner des cours de chimie illustrés par des expériences, enrichissant ainsi la qualité de l'enseignement scientifique au séminaire de Troy.

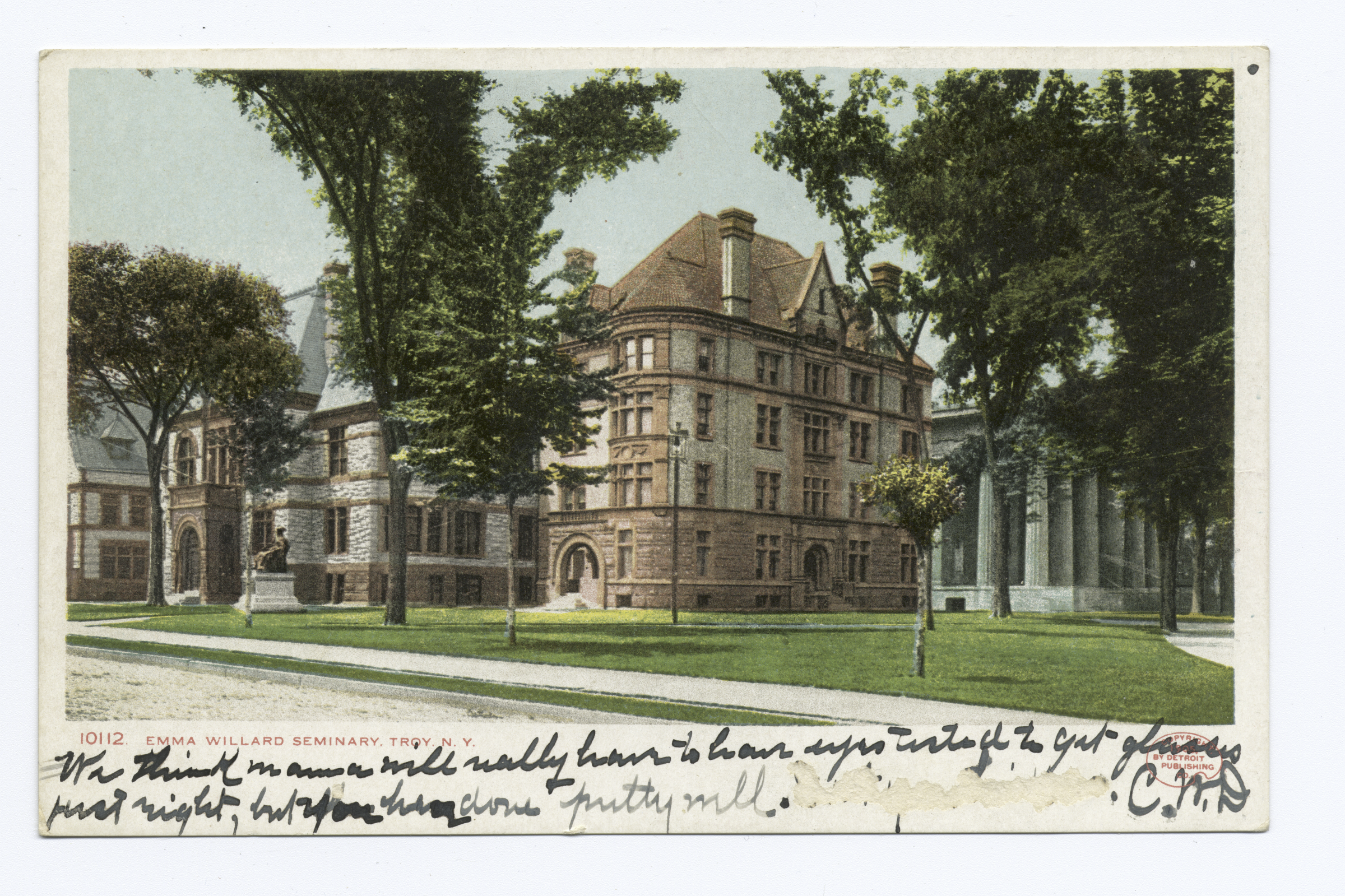
Le Troy Female Seminary.

Encouragée par le succès d'Eaton et de sa sœur et poussée par ses propres besoins financiers, elle publia des manuels à la fin des années 1820. Son premier et plus remarquable manuel, Familiar Lectures on Botany, publié en 1829, connut dix-sept éditions et se vendit à plus de 275 000 exemplaires en 1872,,.
Amos Eaton croyait en la capacité des femmes à accéder à l'enseignement supérieur et invitait des étudiantes de Troy à ses cours à l'Institut polytechnique Rensselaer. Almira apprit beaucoup de lui dans plusieurs domaines, notamment la botanique, la chimie, la géologie et la philosophie naturelle.
Un autre mentor professionnel d'Almira était le botaniste William Darlington qui influença sa présentation de la botanique dans ses manuels et l'encouragea à exposer le système naturel de classification botanique, plutôt que de présenter uniquement le système linnéen .
En 1830, en l'absence de sa sœur, elle dirigea par intérim le Troy Female Seminary et donna une série de conférences sur l'éducation des femmes qu'elle publiera plus tard dans son deuxième livre, Lectures to Young Ladies. Elle acquit alors une expérience managériale importante et commença à publier certaines de ses idées pour l'éducation des femmes. Elle agrandit la propriété du séminaire de Troy pour inclure un espace permettant aux étudiantes de cultiver leurs propres spécimens botaniques sur le terrain.

### West Chester Young Ladies Seminary
En 1831, Almira épousa John Phelps, avocat et homme politique du Vermont. Prenant le nom d'« Almira Hart Lincoln Phelps », elle abandonna une fois de plus sa carrière pour fonder une seconde famille, mais continua à écrire de nouveaux manuels sur la chimie , la philosophie naturelle et l'éducation.
En 1838, Phelps fut nommé directeur du département littéraire du West Chester Young Ladies Seminary (en) à West Chester, en Pennsylvanie, dirigé par un médecin local, Jesse W. Cook. La belle-fille de Phelps, Eunice, en était directrice adjointe, une autre belle-fille Ann et sa fille Emma Lincoln y étaient enseignantes. Les manuels d'Almira étaient utilisés dans plusieurs classes.
Dès le début, les Cook et les Phelps étaient en conflit. Les Phelps étaient apparemment mécontents de l'ingérence de Mme Cook dans la gestion de l'école, notamment en dérangeant le personnel. John Phelps considérait le Dr Cook comme un homme aimable et courtois, mais incapable de diriger l'école correctement et sans aucune idée de la manière d'éduquer correctement les jeunes femmes. Un autre point de discorde majeur entre Almira et certains administrateurs du séminaire était la place de la religion dans le programme. Almira souhaitait inclure l'instruction religieuse et le culte dans le programme, et le conseil d'administration souhaitait rester laïc. Selon Almira, ce fut l'une des principales raisons de son départ ultérieur de l'école.
Dès décembre 1838, Almira Phelps envisagea de partir. Elle consulta un membre de la famille Biddle pour obtenir du soutien afin d'ouvrir une école de filles à Philadelphie, en vain, et Almira dut rester à West Chester. En avril 1839, Almira offrit son poste à sa belle-fille, Helen Phelps, considérant que sa position, telle que définie par le Dr Cook, était indigne d'elle. Helen refusa l'offre. Au printemps 1839, John Phelps loua sous conditions un bâtiment à Philadelphie, afin qu'Almira pût ouvrir sa propre école, mais Almira refusa de quitter West Chester.
La rupture avec les Cook fut définitive à l'été 1839. Almira Phelps se rendit à New York pour s'entretenir avec le révérend John F. Schroeder qui ouvrit une école, St. Ann's Hall à Flushing, dans le comté de Queens, à New York. John Phelps suivit sa femme et la persuada d'ouvrir sa propre école. John Phelps loua un bâtiment à Rahway, dans le New Jersey où Almira Phelps a créa une école en 1839. De nombreux étudiants de West Chester l'y suivirent. L'école West Chester ne survécut pas à la rupture entre Almira Phelps et le Dr Cook et ferma ses portes. Aucune des belles-filles d'Almira n'enseigna à Rahway. Eunice se maria et resta à West Chester, Ann s'établit à Camden, en Caroline du Sud, pour enseigner à sa sœur Stella, et Helen eutsa propre école à Brooklyn, à New York.

### Patapsco Female Institute
Ellicott City possédait une école pour garçons, Rock Hill, et une école pour filles, le Patapsco Female Institute (en) (PFI). En 1840, ni l'une ni l'autre ne marchait bien. L'évêque épiscopalien du Maryland, William R. Whittingham (en), s'intéressait personnellement à l'éducation et s'impliqua dans les deux écoles. Le révérend Alfred Holmead fut transféré du comté de Baltimore pour diriger Rock Hill et l'évêque Whittingham, interviewa personnellement Almira Phelps pour devenir directrice du PFI. L'une des conditions de son embauche était qu'elle devait recruter un aumônier. Le révérend Holmead devint le premier aumônier du PFI. En 1841, les Phelps fermèrent l'école de Rahway et reprirent le PFI pour un bail de sept ans. Almira Phelps était très impliquée avec ses élèves et entretenait de bonnes relations avec elles. Elle mettait l'accent sur la réussite scolaire pour permettre aux jeunes femmes de subvenir à leurs besoins, si nécessaire, en tant qu'enseignantes ou gouvernantes. À cette fin, Almira rechercha activement des postes pour ses étudiants.
Les ventes de manuels d'Almira avaient fait d'elle une autrice à succès. Sa fille, Jane Lincoln et sa belle-fille Helen Phelps contribuèrent à de nouvelles éditions de ses manuels. Les Phelps renouvelèrent leur bail en 1848 pour sept ans supplémentaires et John Phelps mourut en 1849. Almira fit une tournée en Europe en 1854 et sa fille aînée, Emma Phelps O'Brien, dirigea le PFI pendant son absence. En 1855, son deuxième bail était expiré. Elle est restée une année supplémentaire. L'école fut agrandie afin que le corps étudiant de l'école de filles dirigée à Baltimore par son successeur, Robert Hugh Archer, pût être hébergé au PFI.
En 1859, Almira Phelps fut la troisième femme élue membre de l'Association américaine pour l'avancement des sciences. Après avoir obtenu son adhésion, elle continua à écrire, donner des conférences et réviser ses manuels jusqu'à sa mort à Baltimore le 15 juillet 1884, jour de son 91e anniversaire.

## Opinions et philosophies personnelles
Almira Phelps considérait la science comme une aide à la religion et comme quelque chose qu'il était important que les femmes apprissent. Elle croyait que l'étude de la science enrichirait l'esprit des femmes et les préparerait mieux à devenir des épouses intelligentes pour les hommes de sciences et des mères instruites qui seraient mieux équipées pour élever des enfants,. Élevée dans la croyance que les hommes et les femmes avaient des rôles spécifiques dans le monde, Almira considérait son enseignement comme un moyen important pour aider les femmes à s'épanouir dans leur rôle d'épouse et de mère,. De même, Almira croyait que la science et la religion se soutenaient mutuellement et encourageait les femmes à étudier la science comme un moyen de renforcer leurs convictions religieuses. Elle croyait fermement qu'une foi aussi ferme serait bénéfique aux futures mères, qui pourraient élever leurs enfants pour honorer Dieu.
Bien qu'elle ait été une fervente partisane de l'éducation des femmes, Almira elle-même était catégoriquement opposée au droit de vote des femmes. Elle défendait la grâce et la délicatesse féminines et croyait fermement que la place d'une femme était en fin de compte à la maison. Parmi la génération des étudiantes d'Almira, il y eut de nombreuses suffragistes qui défendaient l'égalité des droits.

## Œuvres
En plus de manuels scientifiques de vulgarisation dans les domaines de la botanique, de la chimie et de la géologie,, on lui doit The Blue Ribbon Society, The School Girls Rebellion, Christian Households, Familiar Lectures on Botany, Our Country and its Relation to the Present, Past and Future et The Fireside Friend et Lectures to Young Ladies, Comprising Outlines and Applications of the Different Branches of Female Education for the User of Female Schools, and Private Libraries.
- Familiar Lectures on Botany (1829)[19]
- Dictionary of Chemistry (1830)
- Botany for Beginners (1831)
- Geology for Beginners (1832)
- Female Student; or, Fireside Friend (1833)
- Chemistry for Beginners (1834)[20]
- Lectures on Natural Philosophy (1835)
- Lectures on Chemistry (1837)
- Natural Philosophy for Beginners (1837)
- Hours With My Pupils (1869)
- Caroline Westerly (1833)
- Ida Norman (1850)
- Christian Household (1860)

## Éponymie
A.Phelps est l’abréviation botanique standard de Almira Lincoln Phelps.
Consulter la liste des abréviations d'auteur en botanique ou la liste des plantes assignées à cet auteur par l'IPNI, la liste des champignons assignés par MycoBank, la liste des algues assignées par l'AlgaeBase et la liste des fossiles assignés à cet auteur par l'IFPNI.